# Castelo de Saignes

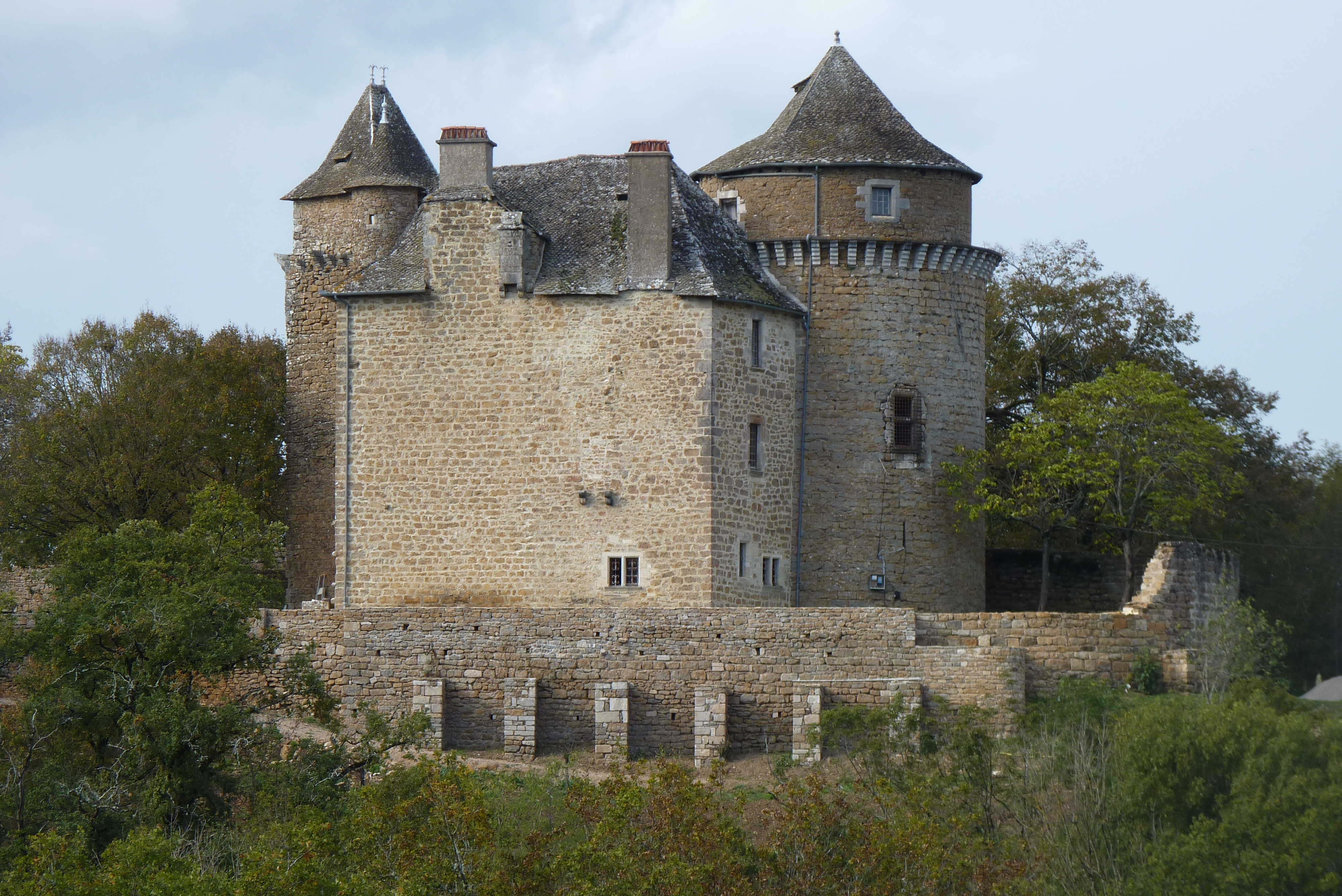
A fachada do Castelo de Saignes

O Château de Saignes é um castelo em ruínas na comuna de Saignes, no departamento de Lot, na França.
O castro de Saignes, com a sua antiga capela fora da circunvalação, tornou-se propriedade da família Lagarde no século XIV. Pierre de Lagarde, embaixador extraordinário de Francisco I, realizou uma restauração da propriedade. O castelo caiu em ruínas durante o século XIX.
O castelo tem sete torres redondas. Capela adornada com campanário.
O Château de Saignes é propriedade privada. Está classificado desde 2002 como monumento histórico pelo Ministério da Cultura da França.